# Mesiánský judaismus

Symbol mesiánského judaismu

Mesiánský judaismus je synkretické náboženské hnutí, mající kořeny v 60. a 70. letech 20. století, spojující evangelikální křestanskou teologii s židovskou náboženskou praxí a terminologií. Podle mesiánského judaismu je Ježíš Mesiáš i Syn Boží (jedna z osob Trojice), ale některé mesiánské skupiny odmítají trojiční učení. Jako autoritativní psané zdroje jsou chápány jak Hebrejská bible, tak i Nový zákon.

## Vymezení
Někteří z přívrženců mesiánského judaismu jsou etničtí Židé a mnozí z nich považují mesiánský judaismus za jednu ze sekt uvnitř judaismu. Sami o sobě hovoří spíše jako o "židech“ než o "křesťanech." Toto tvrzení odmítá většina židovských organizací a odmítal to i Nejvyšší soud státu Izrael v případech týkajících se Zákona o návratu, kdy mesiánský judaismus označil jako jednu z forem křesťanství a jeho vyznavačům upíral právo návratu do Izraele. Nicméně dne 16. dubna 2008 organizace Jerusalem Institute of Justice, kterou založil jeden právník příslušející k hnutí mesiánských židů, dosáhla úspěchu, když na její popud Nejvyšší soud Státu Izrael vydal rozhodnutí, podle něhož tomu, kdo je mesiánským židem, nemají být kladeny žádné překážky v souvislosti se „Zákonem o návratu“.
V současné době je na světě kolem 500 000 příslušníků mesiánských komunit, z nichž většina se nachází ve Spojených státech, avšak rozvinutá mesiánská společenství existují i v zemích bývalého Sovětského svazu, v dalších částech Evropy, dále v Austrálii, na Novém Zélandu a v Jihoafrické republice. Progresivní nárůst mesiánských komunit je zaznamenáván zvláště v zemích Latinské Ameriky a také v Asii. Oficiální místa USA odhadují, že v roce 2013 se v samotném Izraeli nacházelo asi 20 000 mesiánských židů.

## Židokřesťanství
První snahy šířit mezi Židy víru v Ježíše sahají již do doby působení apoštola Pavla, kdy vznikaly komunity Židů hlásící se k víře v Ježíše jako Mesiáše a zároveň k dodržování židovského zákona. Podle Nového zákona se zastánci tohoto směru koncentrovali okolo Ježíšova možného bratra Jakuba. Jelikož judaismus ani křesťanství neměly v té době jasně definovanou teologii, představovali tzv. židokřesťané jednu ze sekt uvnitř širšího rámce židovství. Podle Nového zákona nastal první rozkol po sporu apoštolů Petra a Pavla, po kterém bylo křesťanům z pohanů dovoleno nepraktikovat židovský zákon. Po prvním a druhém židovském povstání ztráceli židokřesťané v rostoucí křesťanské církvi vliv a definitivně byly judaizující prvky v křesťanství odmítnuty na Nicejském koncilu (325 n. l.) a následných synodách. Středověcí konvertité ke křesťanství se již židy snažili obracet ke konkrétní církvi, ke které náleželi i oni sami (např. Pablo Christiani) a nevytvářeli žádná alternativní židokřesťanská společenství.

## Kořeny hnutí
V 19. století vznikaly především v anglosaském prostředí kongregace židovských konvertitů ke křesťanství. Jedním z nejvýznamnějších z nich bylo Hnutí hebrejských křesťanů (Hebrew Christian Movement). Tito konvertité si často podrželi některé z kulturních židovských zvykostí a scházeli se mimo oficiální kostely kongregací a vytvářeli synkrezi křesťanských a židovských rituálů. Tyto kongregace se samy nazývaly jako "židokřesťané", "Izraelité nové smlouvy" (kongregace toho jména byla založena židovským konvertitou Josefem Rabinovičem v Kišiněvě v roce 1884) apod. Misie mezi Židy byla podporována i křesťanskými hebraisty (např. Franzem Delitzschem, autorem prvního hebrejského překladu Nového zákona) i různými metodistickými a baptistickými kongregacemi. Možnost ponechávání některých židovských rituálů byla ale v jiných křesťanských obcích shledávána kontroverzní vzhledem k historickému odmítnutí judaizace církve jako hereze. Název mesiánský judaismus byl poprvé použitý v souvislosti s židovskými konvertity v metodistické misii Hope of Israel v New Yorku v roce 1895.

## Rozvoj v70. letech
Rabinovičovu myšlenku praktikovat křesťanství společně s židovskými rituály přejali někteří židovští konvertité v 60. a 70. a rozšířili ji o misijní a charismatický aspekt, který byl do té doby vlastní spíše organizacím spřízněným s letničním hnutím, soustřeďujícím se přímo na misii mezi židy, jako byli Židé pro Ježíše (Jews for Jesus). Pod tímto vlivem se dosavadní Hebrew Christian Alliance of America změnila v Messianic Jewish Alliance of America v roce 1975.